# Abteikirche Andlau
Die Abteikirche Andlau war die Kirche der Abtei Andlau im Elsass. Ursprünglich ein romanisches Gebäude wurde es mehrmals durch Brände geschädigt, wieder auf- und umgebaut und stammt in wesentlichen Teilen aus dem Barock. Bedeutend ist aber die aus romanischer Zeit erhaltene Bauskulptur. Heute dient die Kirche als römisch-katholische Pfarrkirche Sts-Pierre-et-Paul von Andlau.

## Geschichte

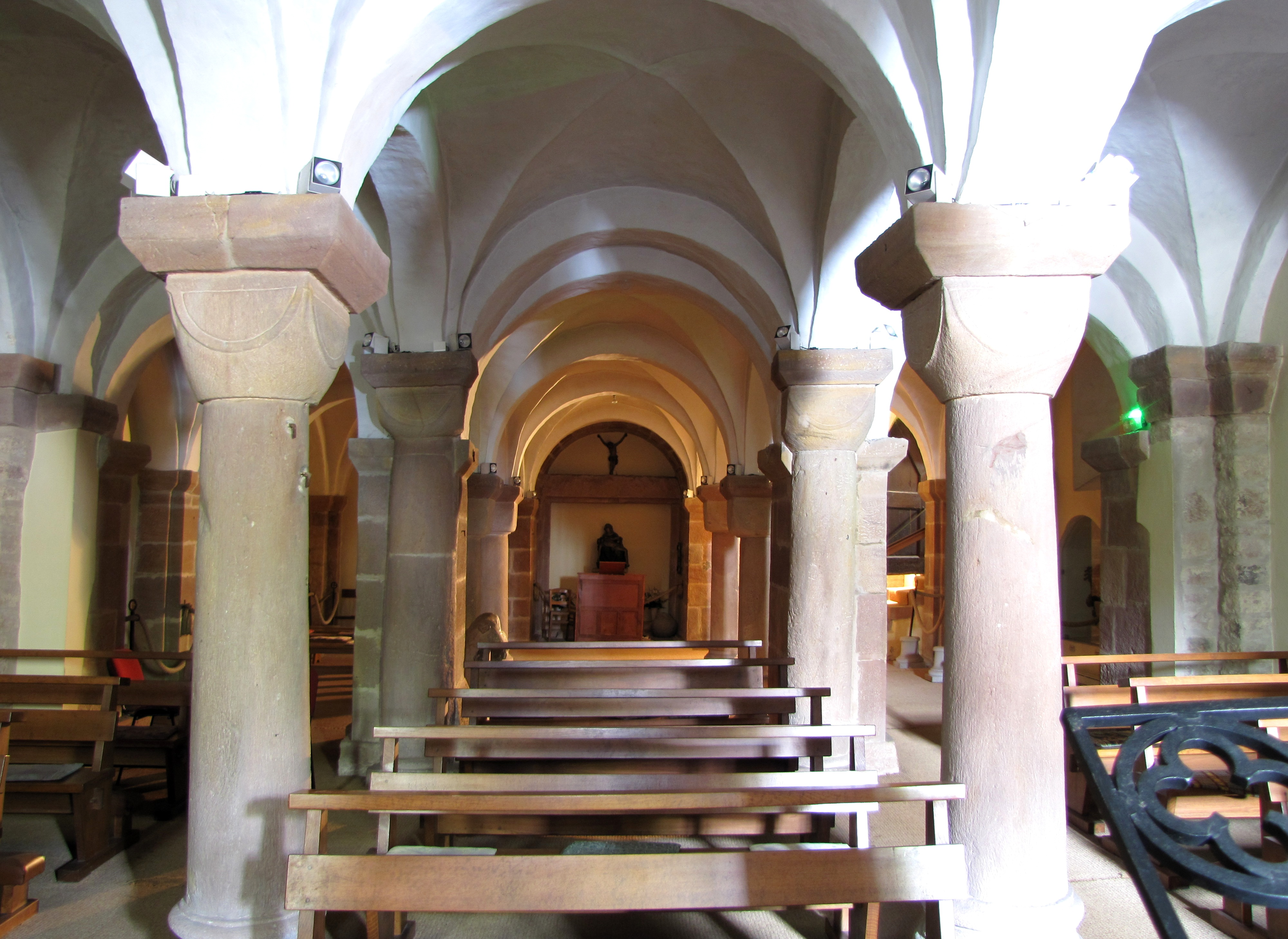
Krypta

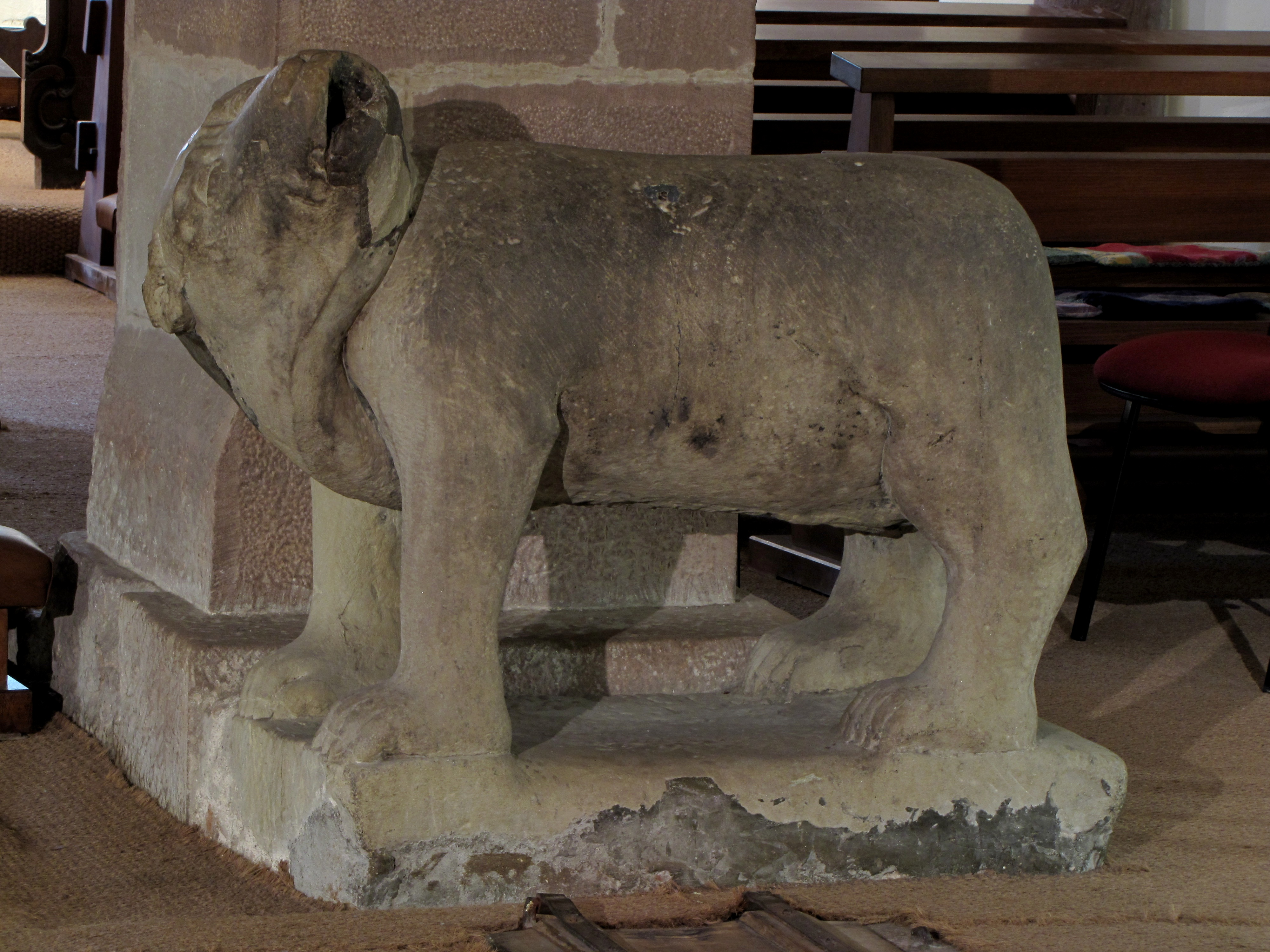
Kaiserin Richardis’ Bärin in der Krypta

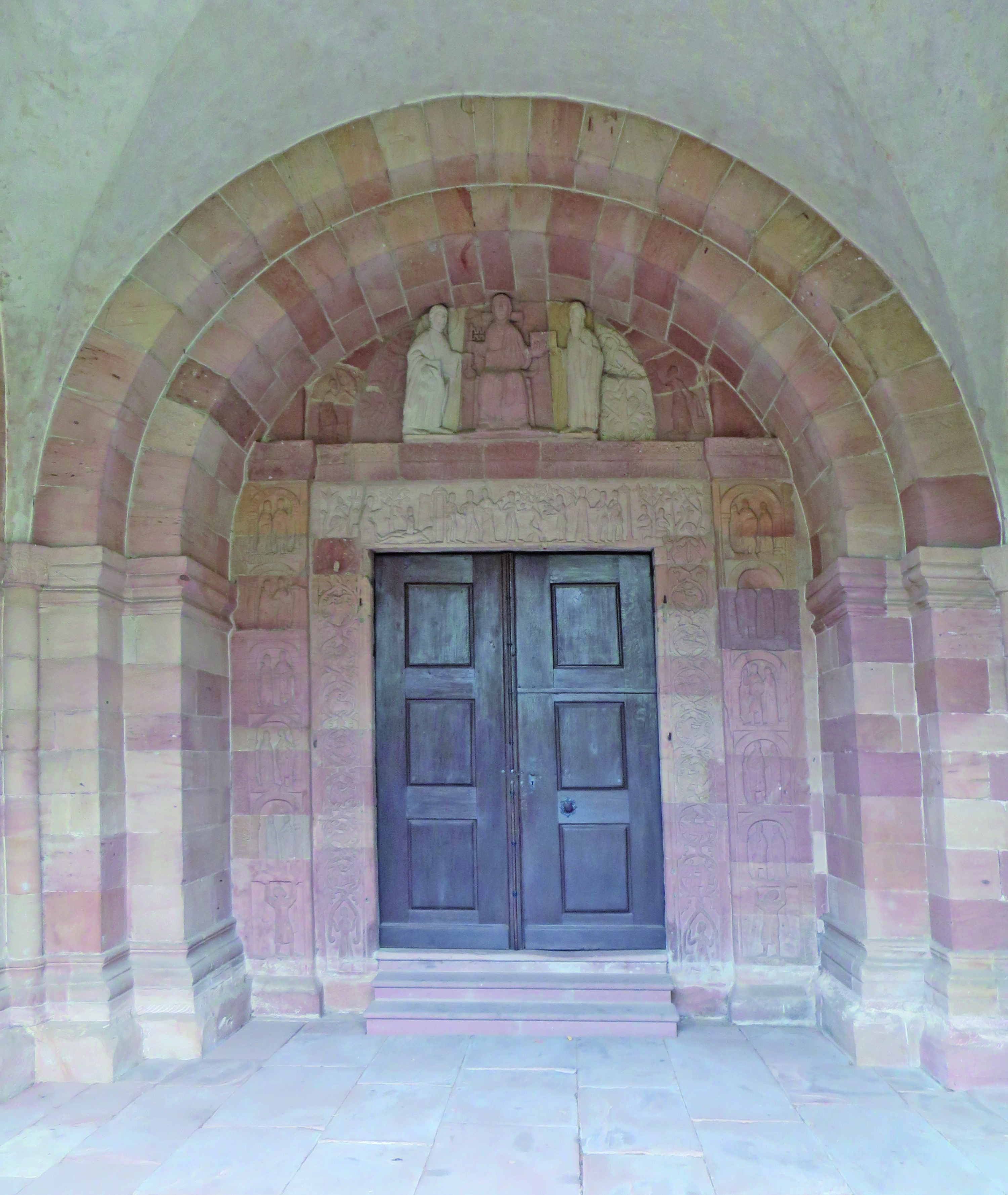
Inneres Portal des Westwerks

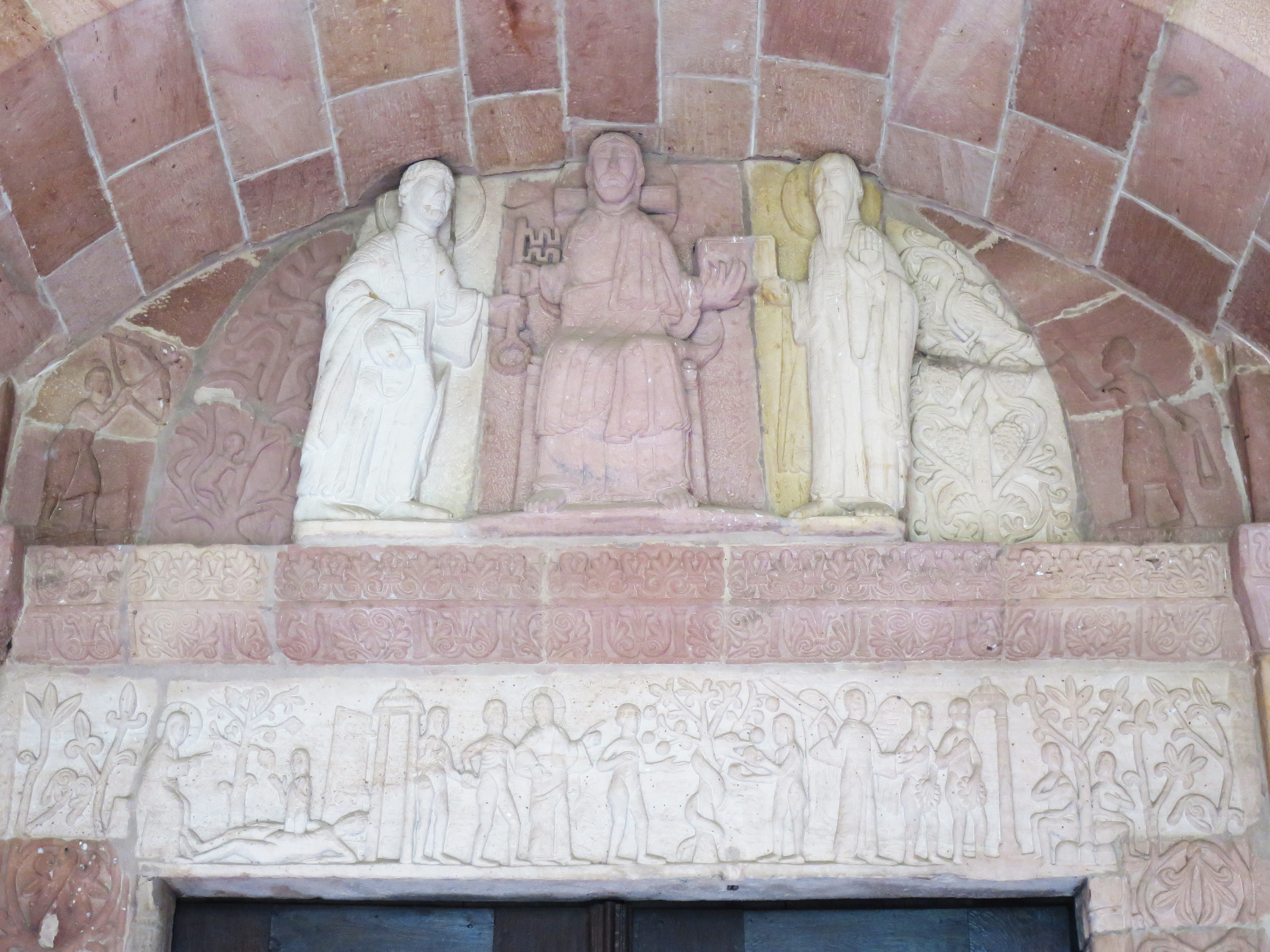
Tympanon des Westportals

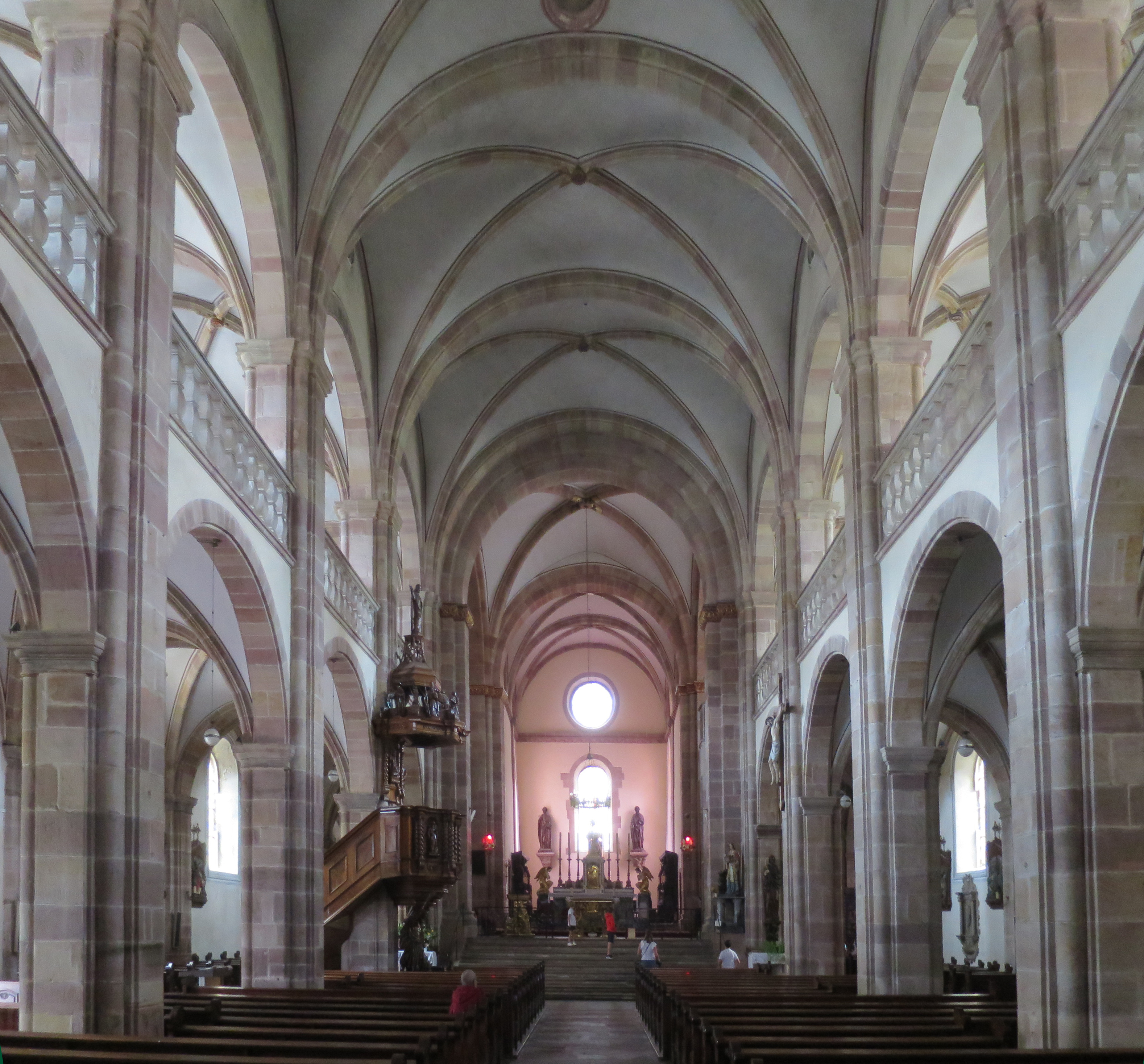
Blick durch das Mittelschiff zu Chor

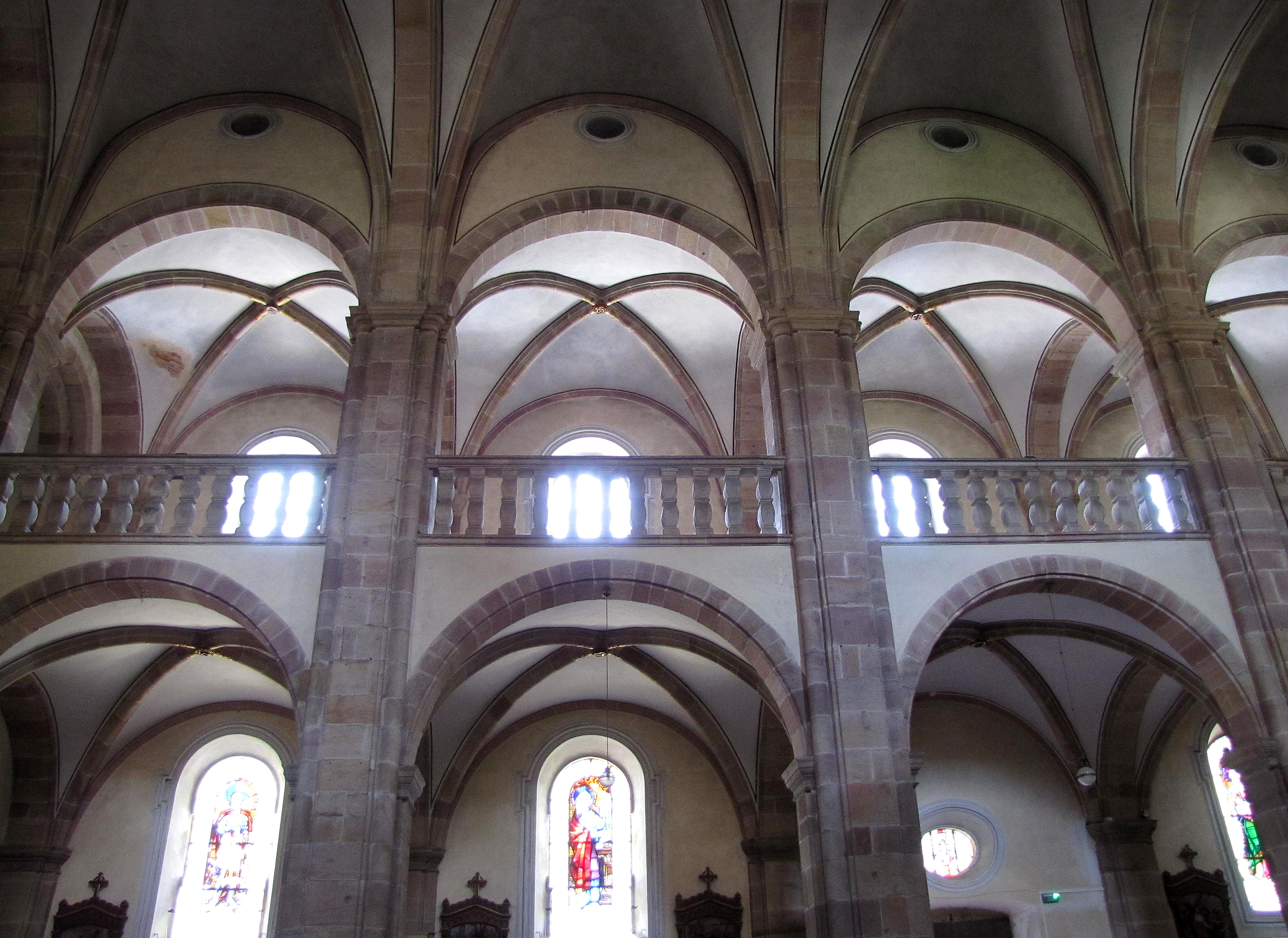
Barocke Empore im Seitenschiff

Papst Leo IX. (Bruno von Egisheim) weihte im November 1049, auf dem Rückweg von einer Synode in Mainz, einen Kirchenneubau. Dabei wurde auch der Leichnam der Abteigründerin, der Kaiserin Richardis, Ehefrau von Karls des Dicken, aus der Vorgängerkirche in die neue, romanische Kirche umgebettet. Gleichzeitig gab der Papst ihn zur Anbetung frei, was einer Heiligsprechung gleichkam. Die Kirche hatte in den folgenden Jahrhunderten das Patrozinium der Heiligen Richardis. Diese 1049 geweihte Kirche wurde mehrfach umgebaut und erweitert.
1130 begannen Arbeiten, um das Gebäude zu erweitern, ihm ein Querhaus mit vorgelagertem rechteckigen Chor und damit einen kreuzförmigen Grundriss zu geben. Aus dieser Phase ist vor allem der untere Teil des Westwerks erhalten geblieben. In der Nacht von Ostersonntag auf Ostermontag 1160 oder 1161 beschädigte ein Großbrand die Kirche. Beim anschließenden Wiederaufbau wurde auch damit begonnen, sie einzuwölben. Ob die romanische Kirche einen Turm hatte, oder gar eine Doppelturmfassade, ist reine Spekulation.
Aus der Zeit um 1400 stammt das Richardis-Grabmal. Ein erneuter Brand im 15. Jahrhundert erforderte den erneuten Wiederaufbau der Kirche. Zum gotischen Umbau ist wenig bekannt. Vermutet wird aufgrund entsprechender Spuren in der Bausubstanz ein Umbau der Basilika zur Hallenkirche, jedoch verunklarte die folgende barocke Überformung des Innenraums und die Sanierung der Kirche im 19. Jahrhundert diese Spuren weitgehend.
1698 bis 1703 wurde die Kirche barock umgestaltet und sie erhielt ihren heutigen, nachgotischen Turm.
Während der Französischen Revolution wurde die Abtei Andlau aufgelöst, verstaatlicht und die Abteikirche später der örtlichen Gemeinde als Pfarrkirche übertragen, die sie bis heute unter dem Patrozinium der Apostel Petrus und Paulus nutzt.
Die Kirche ist seit 1846 als Kulturdenkmal (Monument historique) klassifiziert.

## Gebäude
Die Krypta ist der älteste erhaltene Teil des Bauwerks und stammt aus dem 11. Jahrhundert. Sie gehörte wahrscheinlich zu der Kirche, die Papst Leo IX. 1049 weihte. Die Krypta besteht aus zwei Räumen und weist zwei Bauphasen auf: Der ältere Teil ist der westliche Raum. Der östliche entstand, als auch die Kirche im Osten verlängert wurde. Die Datierung ist im Einzelnen sehr schwierig und umstritten.
Die flach gedeckte – also nicht eingewölbte – Basilika hatte ursprünglich kein Querhaus. 1130 begannen Arbeiten, um das Gebäude entsprechend zu erweitern. Aus dieser Bauphase stammt auch das Westwerk der Kirche, das Portal und der reiche figürliche Schmuck. Etwas später wurde die Eingangshalle vorgesetzt, weil deren Gewölbe das Bogenfeld des inneren Portals schneidet. Vermutlich waren hier aber die gleichen Steinmetze tätig. Das untere Stockwerk des Westwerks trägt auf Gesimshöhe einen interessanten, figurenreichen Fries. Das Westwerk wurde für eine Doppelturmfassade fundamentiert. Ob diese Türme je errichtet wurden, ist aber nicht bekannt.
Die barocke Umgestaltung nahm aber auf den romanischen Charakter des Gebäudes Rücksicht – es entstand eine „barocke Neuromanik“, andere gehen sogar davon aus, dass Langhaus und Querschiffflügel weitestgehend Neubauten aus dem Barock sind. In die Seitenschiffe und im Querhaus wurden Emporen eingezogen. Eine davon diente den Stiftsfrauen zur Teilnahme an der Messe. Diese Empore erhielt eine Brüstung in nachgotischem Stil. Auch der Mittelturm in gleichem Stil und geschweifter, barocker Haube wurde nun aufgesetzt.

## Figurenfries des Westwerks

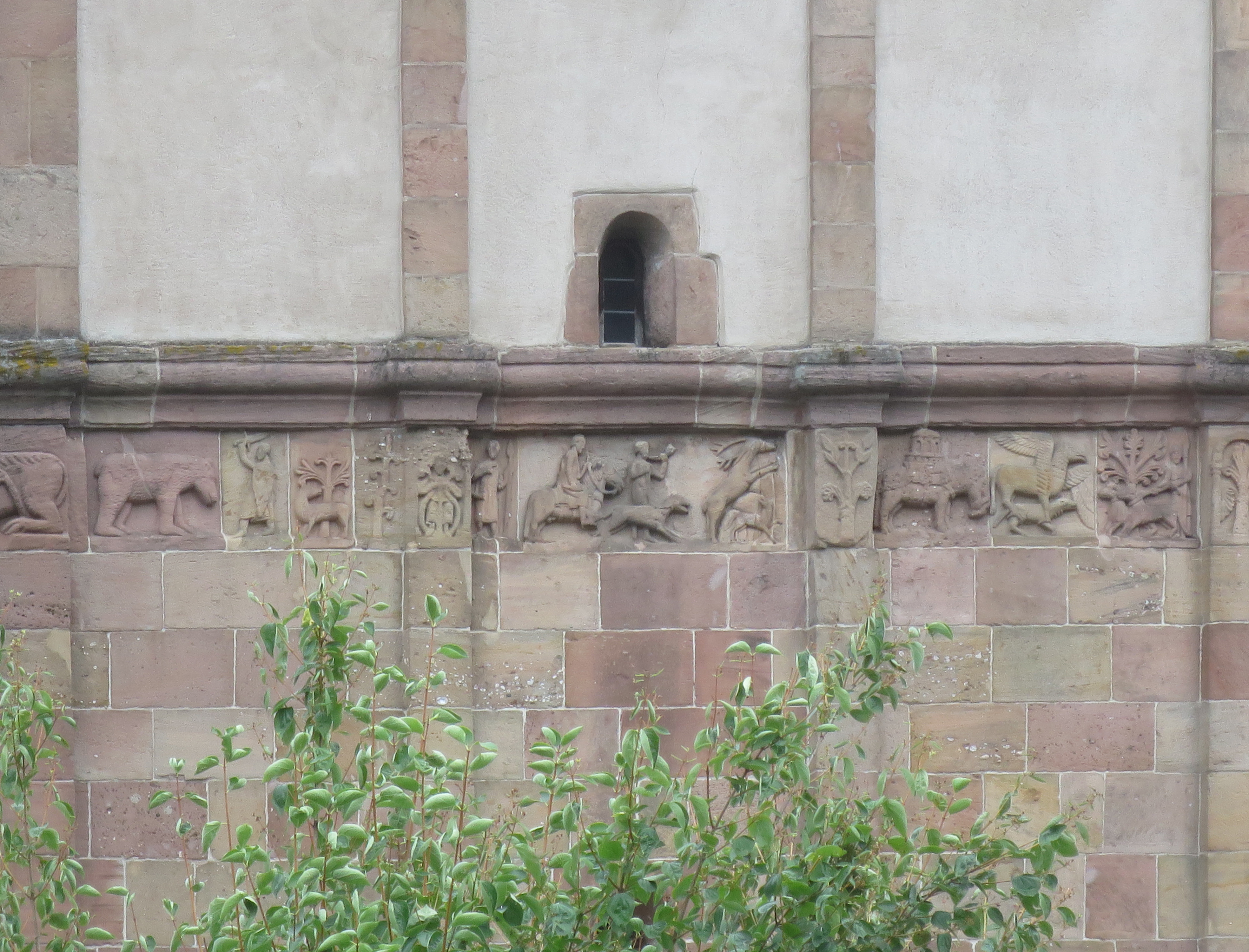
Nördlicher Abschnitt des Frieses
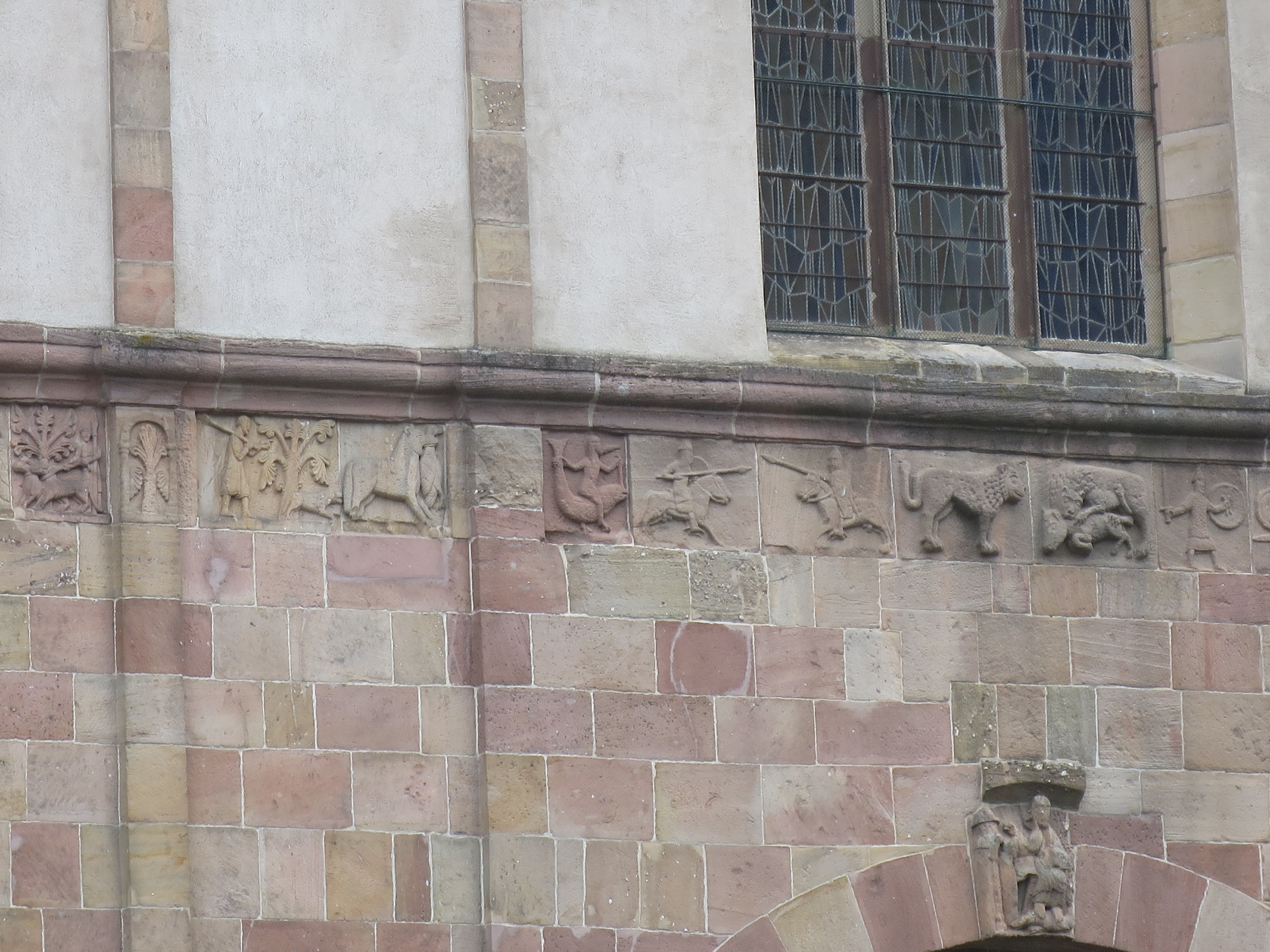
Mittlerer Abschnitt des Frieses
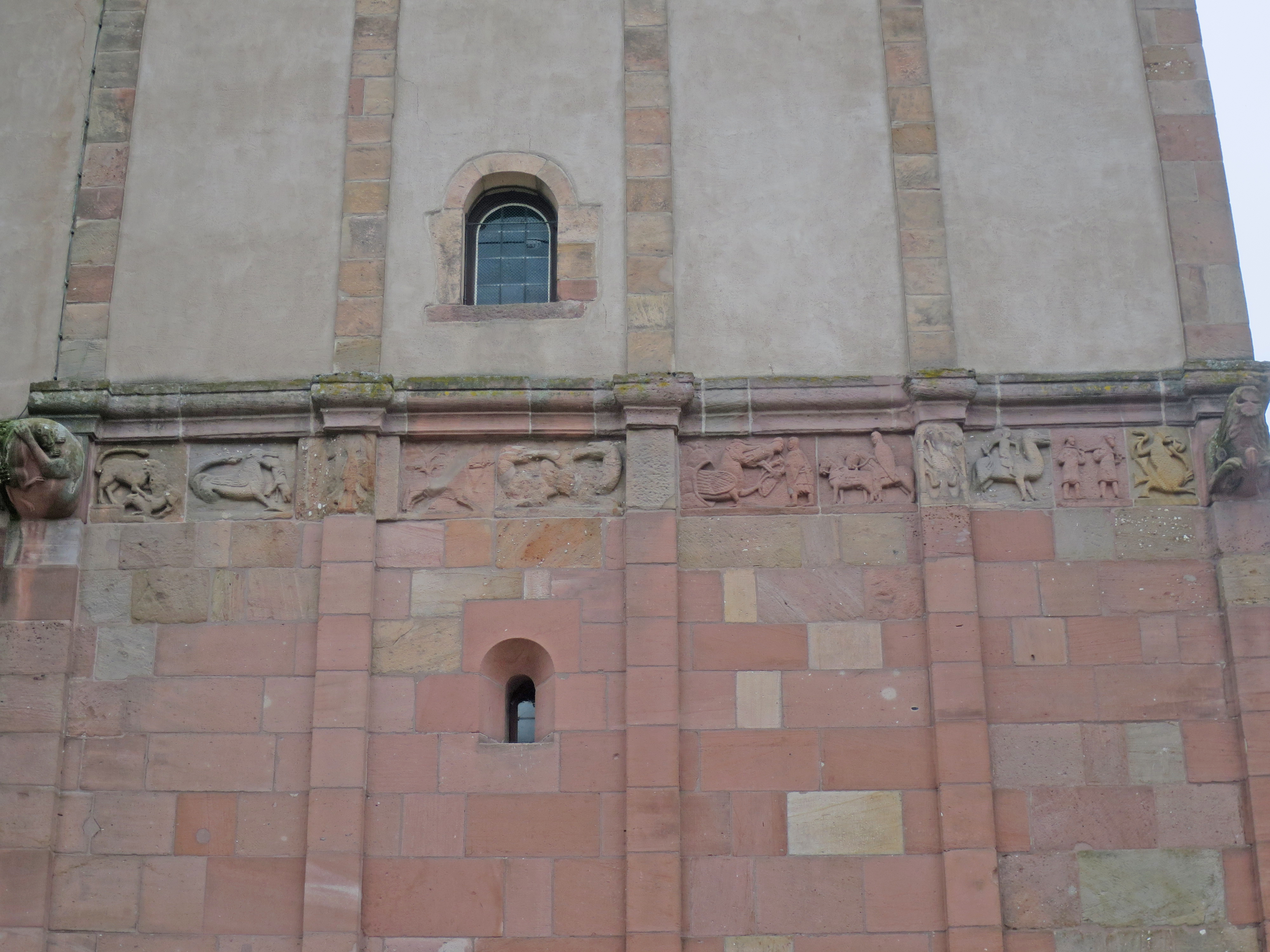
Südlicher Abschnitt des Frieses
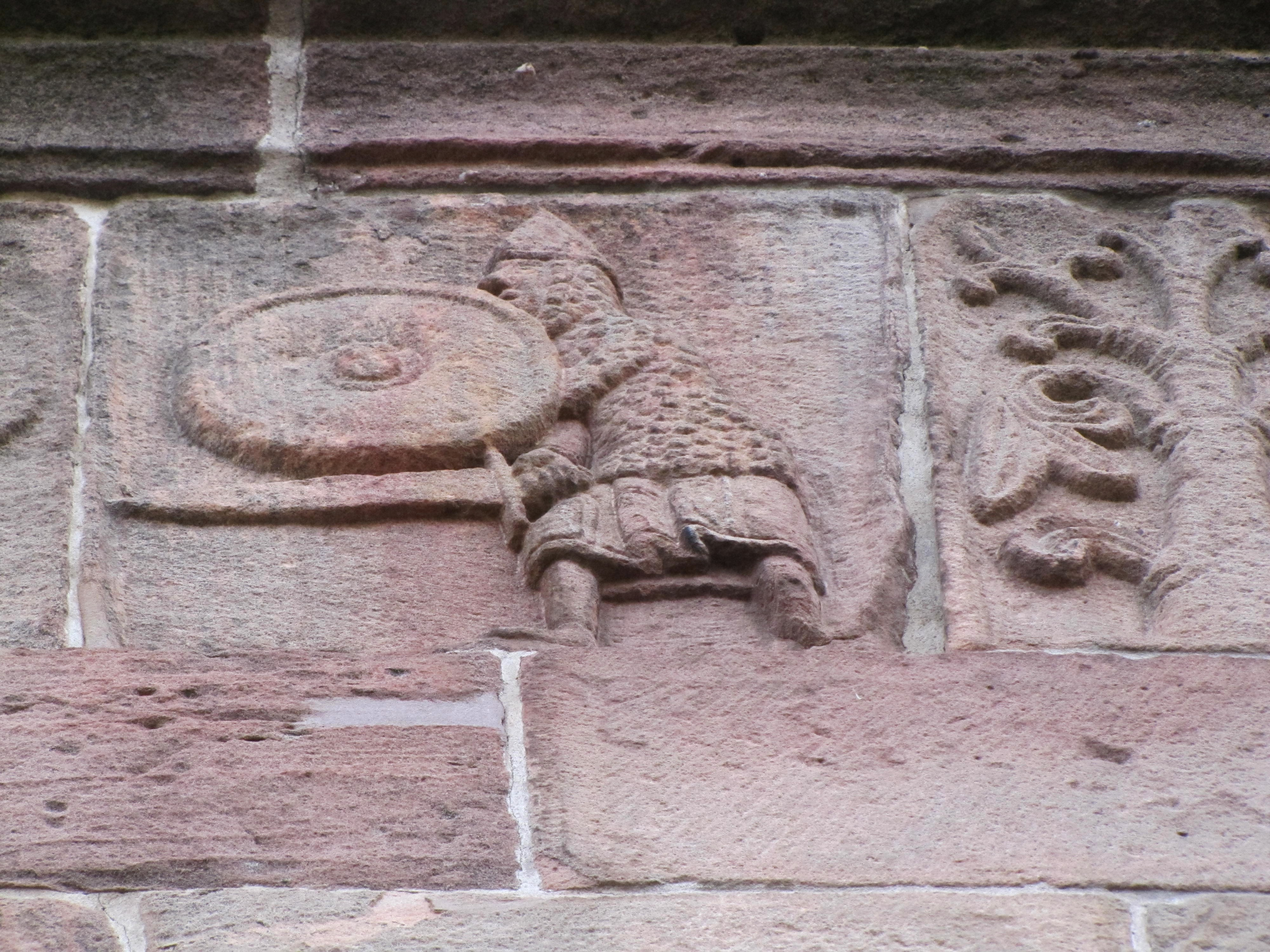
Ritter
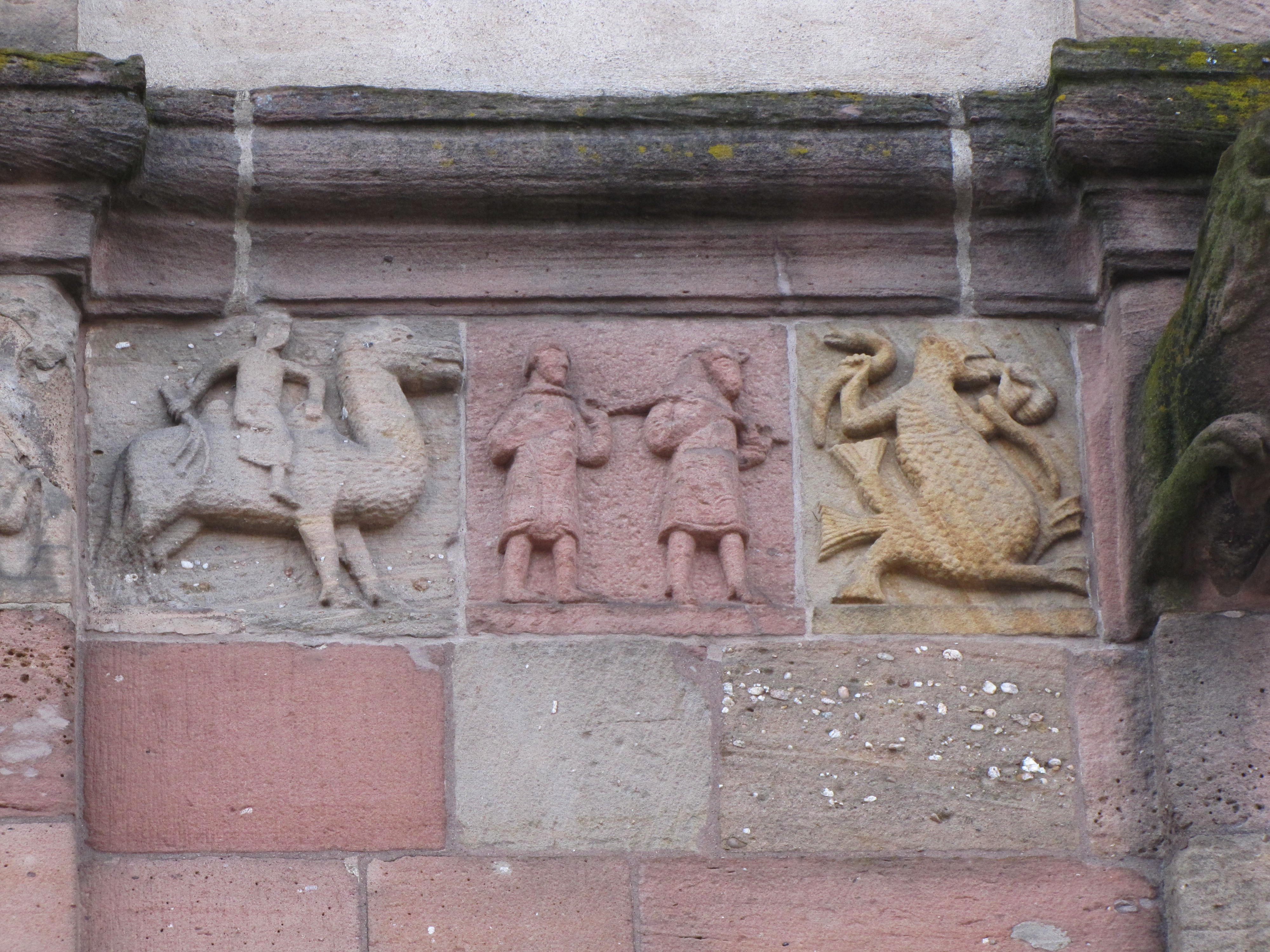
Kamelreiter und Seeungeheuer
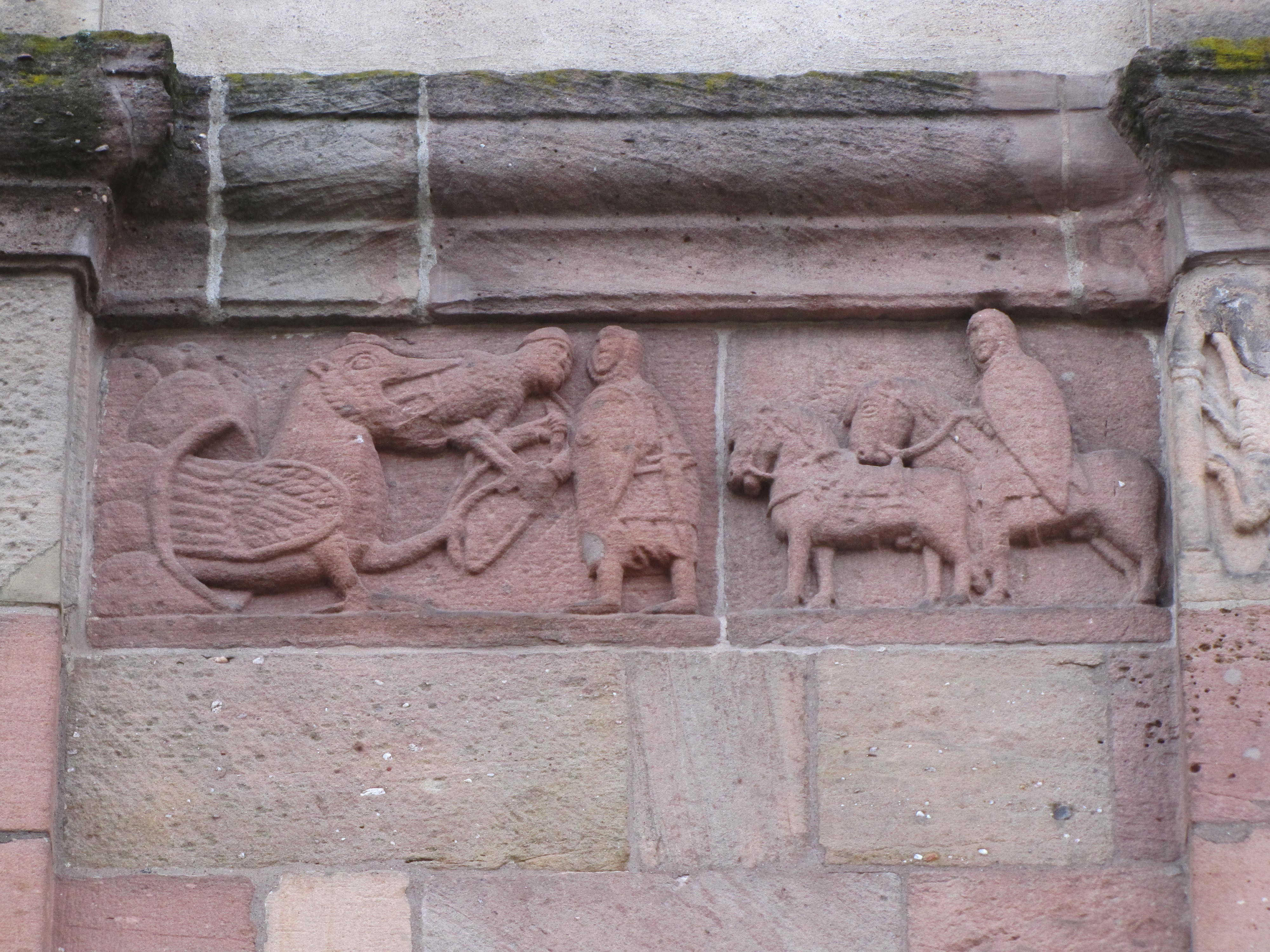
Dietrich von Bern, der Sintram aus dem Maul des Drachen befreit.
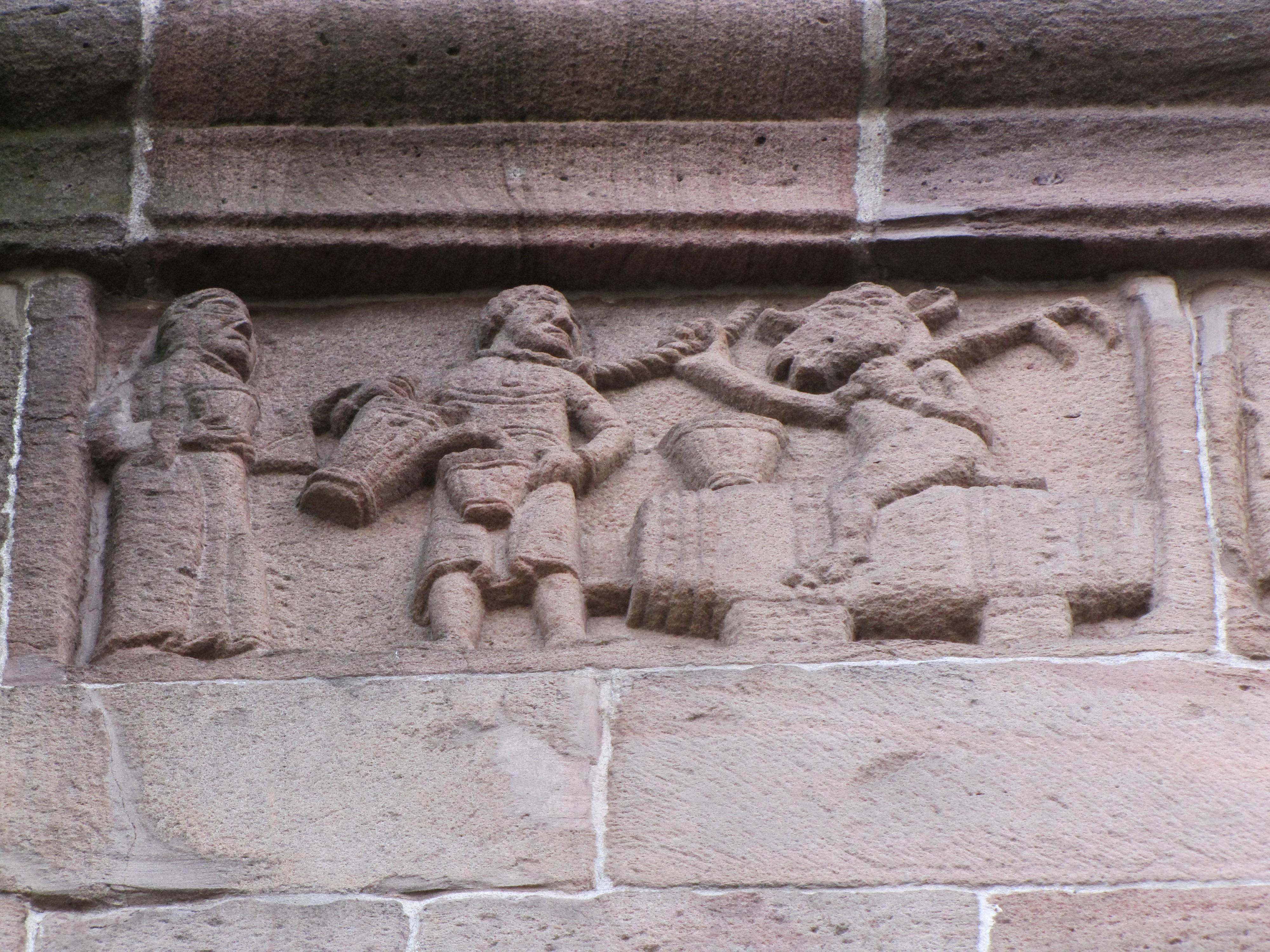
Bauer, der unter der Inspiration des Teufels seinen Wein mit Wasser verdünnt.

## Ausstattung

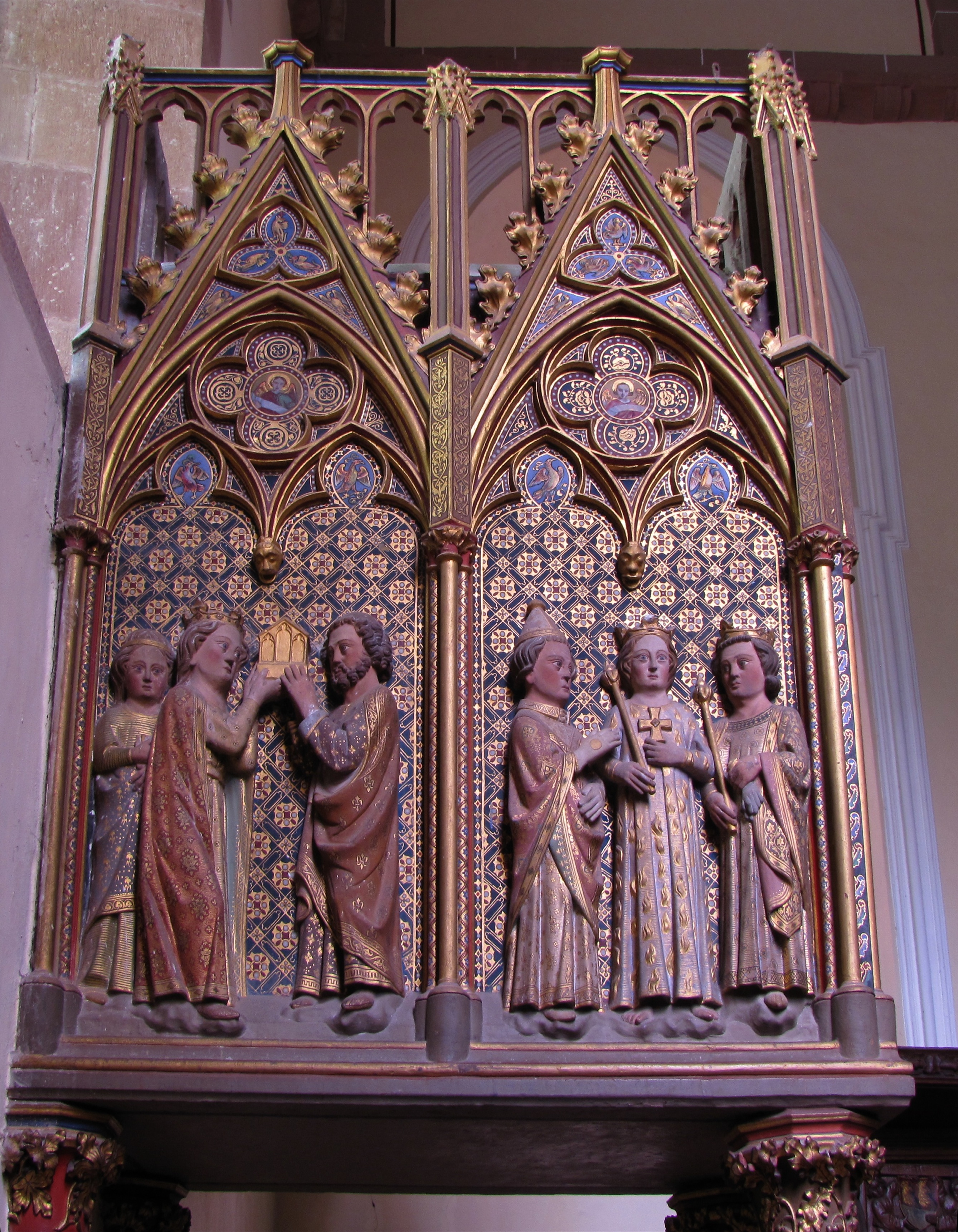
Schrein der Heiligen Richardis

- Bekannt ist vor allem die romanische Skulptur des „Bären von Andlau“ in der Krypta. Die Darstellung nimmt Bezug auf die Gründungslegende des Klosters.[Anm. 2]
- Der Schrein der Heiligen Richardis stammt aus der Zeit um 1400 ist aber stark restauriert. Er steht auf vier Säulen, an den Seiten trägt er Reliefs mit Szenen aus dem Leben der Heiligen.[17]
- Der Sarkophag der Heiligen Richardis steht in einer Seitenkapelle des südlichen Seitenschiffs.[18]
- Das Chorgestühl stammt aus der Mitte des 15. Jahrhunderts.[19]
- Die Kanzel ruht auf einer Simsonfigur, wurde um 1700 geschaffen und anlässlich des barocken Umbaus installiert.[20]
- Die Orgel stammt aus dem Jahr 1880 und wurde von Heinrich Koulen zunächst auf der Westempore aufgestellt. 1935 wurde sie auf die nördliche Seitenempore umgesetzt. Sie verfügt über 28 Register auf zwei Manualen und Pedal.[21]

## Wissenswert
- Nach der Vollendung des Baus im 12. Jahrhundert war die Kirche mit 68 m Länge nach dem Straßburger Münster die größte Kirche im Elsass.[22]